# День солнца и дождя
«День солнца и дождя» — советский художественный фильм 1967 года производства киностудии «Ленфильм».

## Сюжет
Семиклассники Коля Мухин и Алёша Кронов учатся в одном классе, но симпатии друг к другу не испытывают, так как Коля — отличник, а Алёша — двоечник и хулиган. Однажды по вине Алёши они прогуляли уроки и целый день провели в городе вместе, а события, происходившие с ними, помогли им не только лучше узнать друг друга, но и в чём-то изменить своё отношение к окружающему миру.

## В ролях
- Саша Баринов — Алёша Кронов
- Толя Попов — Коля Мухин
- Светлана Савёлова — Света, сестра Алёши
- Елизавета Тиме — Елена Сергеевна, актриса
- Михаил Козаков — актёр в роли Мишки-Япончика
- Татьяна Пилецкая — актриса в роли Веры Холодной
- Иосиф Конопацкий — режиссёр
- Александр Соколов — отец Алёши, таксист
- В. Горбунова — кассирша
- Тамара Колесникова — ассистент режиссёра
- Виктор Набутов — учитель физкультуры
- Алексей Петренко — официант в ресторане
- Ольга Черкасова — учительница математики
- Тамара Авдеенкова
- Алёна Лескова
- Володя Марков
- Яша Мельберг
- Юрий Оськин — военный (в титрах не указан)

## Съёмочная группа
- Автор сценария: Эдвард Радзинский
- Режиссёр: Виктор Соколов
- Главный оператор: Владимир Чумак
- Художники: Евгений Гуков, Александр Компанеец
- Композитор: Георгий Портнов
- Звукооператор: Бетти Лившиц
- Операторы: Валерий Федосов, Валентин Комаров
- Редактор: М. Кураев
- Ассистенты режиссёра: И. Иванов, Д. Герцель, А. Степанова
- Ассистенты оператора: Ю. Воронцов, В. Михайлов
- Монтажёр: Тамара Денисова
- Гримёр: Л. Корнилова
- Художник-декоратор: С. Головин
- Директор картины: Иосиф Шурухт

## Технические данные
- Ч/Б, звуковой

## История создания
В эпизоде на съёмках Михаил Козаков и Татьяна Пилецкая сыграли самих себя — актёров, снимающихся на «Ленфильме» в ролях бандита Мишки Япончика и звезды немого кино Веры Холодной в оперетте «На рассвете», написанной в 1964 году композитором Оскаром Сандлером по мотивам романа украинского писателя Юрия Смолича «Рассвет над морем» и повествующей о событиях гражданской войны в Одессе. Михаил Козаков позже говорил, что он «страшно признателен режиссёру Виктору Соколову за эту мою работу. С его помощью в пародийном ключе я сыграл небольшой этюд о работе актёра в кино».
Эдвард Радзинский в одном из своих интервью утверждал, что «…картину „День солнца и дождя“ режиссёра Виктора Соколова — очень тогда известного, ленфильмовского, — вообще никто не видел. Её попросту положили на полку». Однако, согласно «Аннотированному каталогу „Советские художественные фильмы“ 1966—1967», «День солнца и дождя» вышел на экраны 1 марта 1968 года.